# Toprock
Le toprock est un style de rock originaire de New York, aux États-Unis, plus particulièrement du Bronx et de Brooklyn, dans les années 1970. 

## Caractéristiques
Le genre mélange des pas de salsa, de danse africaine et de claquettes. Les toprocks représentent l'ensemble des pas de danses debout réalisé par les B-boys/B-girls (danseurs de breakdance) avant d'aller au sol. Ce style est majoritairement utilisé pour commencer un passage (on entre sur la piste de danse en toprock, puis on commence à faire du break). Avec le temps, ces pas se sont complexifiés et diversifiés à tel point que certains danseurs ce sont spécialisés dans cette pratique, ce qui en fait aujourd'hui une discipline à part entière. Ce style est notamment représenté lors de la compétition internationale du Juste debout.
Les uprocks sont une variante reproduisant la gestuelle du combat. Un uprock est aussi un préliminaire, comme le top-rock, avant la descente au sol.